# 에설버트 (켄트)
에설버트 1세(영어: Ethelbert, 고대 영어: Æðelberht 애델베르흐트, 550년경 ~ 616년 2월 24일)는 켄트인의 왕으로, 589년부터 616년 죽을 때까지 재위했다. 8세기의 로마 가톨릭교회 수도사 베다 베네라빌리스는 『앵글인의 교회사』에서 그가 다른 앵글로색슨계 왕국들에 대한 패권(임페리움)을 쥔 세 번째 왕이었다고 기록했다. 9세기의 『앵글로색슨 연대기』에서는 그를 세 번째 브레트왈다(브리타니아의 패자)로 기록했다. 그는 앵글로색슨 군주들 중 최초로 로마 가톨릭교회로 개종한 왕이다.
『앵글로색슨 연대기』에 따르면, 에설버트는 선왕 에오르멘리치의 아들로 부왕을 계승해 왕이 되었다. 그는 프랑크인의 왕 카리베르투스 1세의 왕녀 베르타를 왕비로 맞아 당대 서유럽에서 가장 강력한 동맹을 구축했다. 프랑크인들은 이미 기독교로 개종한 상태였고 베르타도 마찬가지였다. 베르타의 영향력으로 교황 그레고리오 1세는 아우구스티누스를 켄트의 선교사로 파견했다. 597년 새니트섬에 아우구스티누스가 상륙한 직후 에설버트가 기독교로 개종했고, 켄트인 대부분이 왕을 따라 개종했다. 에설버트는 자기 왕국의 수도 캔터베리에 새 교회를 지어 주었는데, 이것이 먼 훗날 영국국교회의 아성이 되는 캔터베리 대성당이다. 아우구스티누스는 초대 캔터베리 대주교가 되었다.
또한 에설버트의 치세에 각종 벌금제도를 규정한 에설버트 법전이 편찬되었는데, 이것은 게르만어파 언어로 쓰여진 법률서로서 가장 오래된 것이다. 유럽 대륙과 가까웠던 켄트는 에설버트의 치세 하에 (아마도 대륙과의 교역을 통해) 번영했고, 앵글로색슨인의 브리타니아 정착 이래 처음으로 켄트에서 화폐가 다시 유통되기 시작했다. 그는 앵글로색슨인 사이에 기독교를 처음으로 받아들인 공로로 왕비 베르흐테와 함께 성인의 반열에 올랐다. 그의 축일은 2월 25일이다.